# سعد العبيد
سعد العبيد (1945 - 2020)  فنان تشكيلي سعودي متفرغ للفن منذ عام 1999م، ولد في الرياض. يعد من رواد الفن التشكيلي في السعودية وهو رئيس مجموعة الملتقى التشكيلي. شغل منصب رئيس لجنة الفنون التشكيلية في الجمعية العربية السعودية للثقافة والفنون في الرياض ما بين عام 1985م و1995م.

## التعليم
- حاصل على دبلوم معهد المعلمين عام 1962م (1382هـ).[5]
- حاصل على دبلوم في الرسم التلفزيوني في باريس عام 1976م.[6]

## العمل
- شغل منصب رئيس لجنة الفنون التشكيلية في الجمعية العربية السعودية للثقافة والفنون في الرياض ما بين عام 1985م و1995م.
- أعد وأشرف على الجناح التشكيلي في معارض الرياض ومعرض (المملكة بين الأمس واليوم) في مدن كولون وتشوتجارت وهامبوج والرياض ولندن وباريس والقاهرة عامي 1985-1986م.
- عمل مشرفاً على مرسم نادي الشباب بالرياض من عام 1967م إلى عام 1975م.
- عمل رساماً فمشرفاً على قسم الرسم والخط في التلفزيون السعودي ما بين عام 1970م و1999م.
- عمل مدرساً لمادة التربية الفنية إلى عام 1976م.[7]
- عضو مؤسس لجماعة ألوان التشكيلية في الرياض.[8][9]
- عضو في بيت التشكيليين في جدة.[10]

## معارض ومشاركات
- افتتح العبيد مرسمه الشخصي في مدينة الرياض عام 2008م. وقد أقام تسعة معارض شخصية في الرياض والقطيف وجدة في الأعوام (1971م - 1975م - 1977م - 1979م - 2004م - 2007م - 2008م - 2009م - 2013م).
- شارك في الملتقى التشكيلي العربي في مدن الرياض والقطيف وحائل وعنيزة والدوادمي وفي القنيطرة في المغرب.
- أشرف على العديد من المعارض والملتقيات الفنية من بينها (ملتقى الفن التشكيلي السعودي) الذي أقيم في الجبيل عام 2017م بمشاركة 120 فناناً وفنانة تشكيلية بـ 180 لوحة فنية يغلب عليها الطابع الحديث والتجريب بالمواد المختلفة.[11]

## الملتقى للفنون التشكيلية
في عام 2013، افتتح صالة "الملتقى للفنون التشكيلية" في منزله، حيث شرع أحد أبواب منزله، لاستقبال زواره باستمرار. حيث كانت هذه الصالة، بمنزله بحي الملك فهد، تجمع مختلف الفنانين التشكيليين، حيث يتم تنظيم العديد من المناسبات الفنية.

## الألوان
كان الفنان سعد يتميز بإستخدامه لأربعة ألوان فقط، وهي (الأبيض والأزرق والأصفر والأحمر)، حيث كان يعتمد على أسلوبه في مزجها وصناعة عشرات الألوان منها.

## رسوماته
تأثر العبيّد بالعديد من الفنانين العالميين مثل كاميل بيسارو وبلوحاته، رينوار، سوراه، كلود مونيه، مانيه، فان جوخ وغيرهم، حيث اكتسب منهم العديد من الخصائص أهمها الرؤية الفنية في تحليل علاقة الضوء بعناصر الطبيعة، وكيف تشع الألوان من الأجسام وتصل للعين ويدركها العقل.
رسم الفنان سعد عدة لوحات مرتاحة العواطف مثل (دعاء وأمل، لوحة المصير، زاد السفر)، كما رسم البيئة المحيطة حوله من موجودات، كما أطلق عليه لقب (رسام الطبيعة الصامتة) من قبل الفنان عبد الرحمن السليمان، وكان يرسم المشاهد الخارجية للبيوت، كما عبّر عن المرأة وعن القضايا الإنسانية، ورسم مناظر حية لطبيعة الرياض، حيث رسم نجد بحب وشغف.
كما ركّز في أعماله الفنية بالعناصر والمنظومة البصرية ككل، تعبير عن شجون الإنسان، رسم الساكنات، حيث أن هذا التركيز والاهتمام بالعناصر ورسمها وتلوينها وتظليلها، يضفي على لوحات العبيّد جماليات التكوين.

## هي لنا دار
في معرض وفعاليات "هي لنا دار"، والذي نظّمته جسفت مع مكتبة الملك فهد الوطنية، وضمن مبادرة (ويستمر الوفاء) التي بدأتها الجمعية وفاءً لفنانين رحلوا، حيث أقامت الجمعية ركناً خاصاً في المعرض للفنان الراحل سعد العبيّد. تضمن هذا الركن عدداً من أعماله الفنية وبعضاً من كتب، بالإضافة لكرسيه ولوحته الأخيرة التي لم تكتمل مع الأدوات التي كان يستخدمها.

## تكريم
- كرمته لجنة الفنون التشكيلية بالمهرجان الوطني للتراث والثقافة عام 2008م.[15]
- كرمه أتيليه جدة للفنون الجميلة عام 2009م تقديراً لجهوده الكبيرة في خدمة وإثراء الحركة التشكيلية السعودية.[16]
- كرم في «ثلوثية الموسى» في الرياض عام 2017م.[17]
- كرمته الجمعية السعودية للفنون التشكيلية (جسفت) عام 2018م في افتتاح معرض (بيعة وولاء) تقديراً لمسيرته الفنية ودوره في إثراء الفن التشكيلي في المملكة العربية السعودية.[18]

## وفاته
توفي الفنان سعد عبد الله العبيد في 29 سبتمبر (أيلول) 2020 في العاصمة السعودية الرياض. وقد نعته الجمعية العربية السعودية للثقافة والفنون، ومجموعة من التشكيليين والمثقفين السعوديين على حساباتهم على مواقع التواصل الاجتماعي وفي الصحف المحلية.